# Bùi Lâm
Bùi Lâm (1905-1974) là nhà lão thành cách mạng và chính khách Việt Nam, nguyên Uỷ viên thường vụ xứ uỷ Nam Kỳ (1930), nguyên Chánh án Toà án Quân sự đặc biệt; Viện trưởng Viện Công tố Trung ương nước Việt Nam Dân chủ Cộng hòa (1958-1960) ; nguyên Đại sứ đặc mệnh toàn quyền của nước Việt Nam Dân chủ Cộng hòa tại Bungari và Cộng hòa Dân chủ Đức. Nguyên đại biểu Quốc hội nước Việt Nam DCCH khóa II (1960-1964).

## Tiểu sử
Bùi Lâm tên khai sinh là Nguyễn Văn Di, sinh ngày 15 tháng 3 năm 1905 trong một gia đình nghèo ở xã Gia Hòa, huyện Vụ Bản, tỉnh Nam Định.

## Sự nghiệp
- Từ nhỏ ông theo cha ra Hải Phòng. Năm 16 tuổi, ông làm thủy thủ cho hãng tàu buôn Pháp, chạy qua nhiều nước châu Âu, châu Phi, châu Mỹ La Tinh...
- Ở Pháp, Bùi Lâm được đọc báo Người cùng khổ của Nguyễn Ái Quốc, đã cố công tìm gặp được Người vào năm 1922.Nguyễn Ái Quốc giao nhiệm vụ cho Bùi Lâm và các thủy thủ Việt Nam tổ chức đường dây liên lạc, chuyển tài liệu cách mạng về Việt Nam [3].
- Tháng 11 năm 1925 Bùi Lâm gia nhập Đảng Cộng sản Pháp, đến cuối năm 1927, Bùi Lâm được Đảng cộng sản Pháp cử đến Mátscơva học trường Đại học Phương Đông.
- Cuối năm 1929, về Sài Gòn, hoạt động trong tổ chức An Nam cộng sản Đảng trực tiếp phụ trách công đoàn.
- Khi Đảng cộng sản Đông Dương thành lập, Bùi Lâm được cử làm Uỷ viên Thường vụ Xứ uỷ Nam Kỳ.
- Đến tháng 2/1931, được phái ra miền Bắc công tác và bị địch bắt ở Hải Phòng bị kết án 5 năm tù khổ sai, đầy đi Côn Đảo. Sau mãn hạn tù (12/1936) Bùi Lâm về Hải Phòng hoạt động. Tại đây, cùng với Nguyễn Công Hoà, Nguyễn Đức Cúc (Nguyễn Văn Linh)... vận động nhân dân đấu tranh đòi quyền lợi hàng ngày đồng thời kết hợp hoạt động Mặt trận Dân chủ.
- Tháng 9/1941, Bùi Lâm lại bị bắt ở Thanh Hoá và bị thực dân Pháp giam cầm, đày đọa dã man qua các nhà tù: Hải Phòng, Quảng Ngãi, Buôn Mê Thuột, Sơn La, Hoả Lò (Hà Nội). Trong ngục tù, ông luôn kiên định, trung thành với lý tưởng mà ông đã chọn, nguy khó không sờn, không lùi bước.
- Tháng 3 năm 1945, ông đã vượt ngục, trở về đội ngũ tham gia lãnh đạo Tổng khởi nghĩa.

### Hoạt động trong ngành Tư pháp
- Ngày 14 tháng 2 năm 1946, Chính phủ Việt Nam dân chủ cộng hoà ra sắc lệnh (số 21) lập Toà án Quân sự đặc biệt (tiền thân của Toà án nhân dân tối cao) và cử ông làm Chánh án. Với cương vị quan trọng này Bùi Lâm đã góp phần quan trọng thực hiện đường lối bảo vệ cách mạng của Đảng, kịp thời trừng trị bọn phản cách mạng, điển hình là trong xử án vụ Ôn Như Hầu. Ông được coi là Bao Công trong ngành tòa án Việt Nam [4].
- Trong kháng chiến chống thực dân Pháp, ông phụ trách Tòa án Quân sự liên khu III, rồi phụ trách Toà án nhân dân Liên khu III.
- Từ năm 1954 đến năm 1957, ông giữ chức Giám đốc Vụ Hành chính Tư pháp (thuộc Bộ Tư pháp).
- Từ 1958 đến 1960, Viện trưởng Viện Công tố Trung ương Việt Nam Dân chủ Cộng hòa [5].
- Ông trúng cử đại biểu quốc hội khoá II (1960-1965) và được cử làm Đại sứ đặc mệnh toàn quyền nước Việt Nam DCCH tại nước Cộng hoà nhân dân Bungari (từ 1960) và Đại sứ đặc mệnh toàn quyền tại nước Cộng hoà dân chủ Đức (năm 1964).
- Sau khi về nước ông được cử giữ chức Phó Viện trưởng Viện kiểm sát nhân dân tối cao (ngày 16 tháng 3 năm 1967).
- Ông trải qua nhiều căn bệnh hiểm nghèo do di chứng ngục tù đế quốc để lại. Ông đã qua đời ngày 10 tháng 5 năm 1974, thọ 69 tuổi.

.

## Vinh danh
Tên ông [Bùi Lâm] được đăt cho tên đường phố ở một số thành phố: 
- Đường Bùi Lâm, Huyện Cần Giờ, TP Hồ Chí Minh.
- Đường Bùi Lâm ở Quận Sơn Trà, Đà Nẵng.
- Đường Bùi Lâm, Phường Phước Nguyên, tỉnh Bà Rịa - Vũng Tàu.